# Tadako Urata
Tadako Urata (宇良田 唯子?  n. 3 de mayo de 1873 – f. 18 de junio de 1936) fue una médica japonesa, entrenada en oftalmología en Alemania. Ella y su esposo dirigieron una clínica en Tianjin, China, de 1912 a 1932.

## Primeros años y educación
Urata nació en Ushibuka —ahora parte de la ciudad de Amakusa—, hija del escritor y empresario Genshō Urata. Se formó como farmacéutica en Kumamoto, luego obtuvo una licencia médica en Tokio en 1899; estudió enfermedades infecciosas en el Instituto de Estudio de Enfermedades Infecciosas de Kitasato Shibasaburō. En 1903, viajó a Alemania para continuar sus estudios de oftalmología, siendo una de los primeras mujeres japonesas en buscar títulos avanzados en el extranjero.
Urata obtuvo un doctorado en la Universidad de Marburg en 1905, con una disertación sobre la prevención de la conjuntivitis gonocócica neonatal. Su tesis doctoral fue publicada como «Experimentelle Untersuchungen über den Wert des sogenannten Credéschen Tropfens» en oftalmología. «Urata no sólo fue la primera mujer japonesa», señaló el doctor Helmut Sies en 2016, «sino también la primera mujer que obtuvo el título de médico en la Universidad de Marburg». El hito fue reportado internacionalmente, tanto en revistas profesionales como en diarios.

## Carrera
Urata regresó a Japón en 1906 y abrió una clínica de oftalmología en Tokio. Más tarde, con su marido, dirigió una clínica en Tianjin, China, de 1912 a 1932. Fue oficial de la Asociación Médica de Mujeres Japonesas, y ostentó el título honorario de Profesora de Medicina del gobierno japonés.

## Vida privada y legado
Urata se casó brevemente en su juventud, pero se divorció para continuar con sus estudios. En 1911, contrajo segundas nupcias con un compañero médico, Tsunesaburō Nakamura. Era viuda cuando falleció en 1936, en Tokio. En 1992, fue nombrada «Persona de Mérito Cultural» por la Prefectura de Kumamoto. Hay un monumento a Urata en su ciudad natal.